# Llofriu
Llofriu är en ort i Spanien.   Den ligger i provinsen Província de Girona och regionen Katalonien, i den östra delen av landet, 600 km öster om huvudstaden Madrid. Llofriu ligger 62 meter över havet och antalet invånare är 298.
Terrängen runt Llofriu är kuperad söderut, men norrut är den platt.  Närmaste större samhälle är Palafrugell, 3,0 km sydost om Llofriu. 